# Берлінська зелена голова

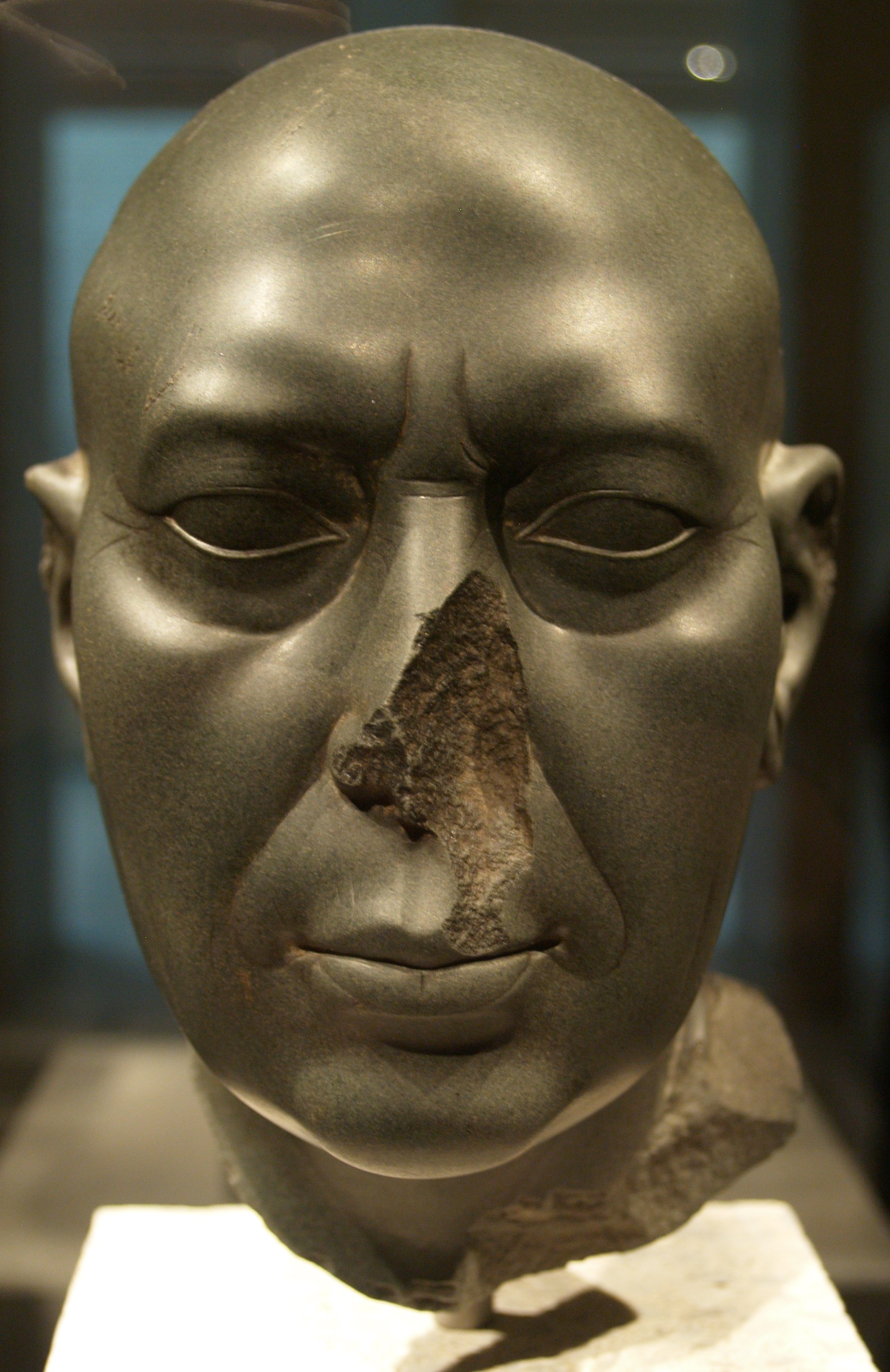
Берлінська зелена голова з колекції Єгипетського музею і зібрання папірусів у Новому музеї в Берліні

Берлінська зелена голова (нім. Berliner Grüner Kopf) - чоловічий скульптурний портрет з граувакки сіро-зеленого кольору заввишки 21,5 см, один з найвідоміших зразків староєгипетського мистецтва. Датується орієнтовно 350 роком до н. е. і відноситься до Пізньому періоду. Особа зображеного, як і ім'я автора, невідомі.  Скульптура була передана в дар Єгипетському музею і зібранню папірусів Джеймсом Сімоном і демонструється в експозиції Нового музею. Вважається одним з найбільш відомих витворів староєгипетського мистецтва разом з бюстом Нефертіті і похоронною маскою Тутанхамона. 
Портрет зрілого чоловіка з примітною будовою черепа, глибокими зморшками в області очей, м'ясистими, злегка відвислими щоками і подвійним підборіддям відрізняється реалістичністю відображення і ретельністю шліфовки поверхні, властивої скульптурним роботам Пізнього періоду. Лисий череп дозволяє припустити, що зображений є жерцем. Риси обличчя відрізняються від ідеалів краси, прийнятих в Стародавньому Єгипті, що надає йому індивідуальність і свідчить про вплив старогрецького мистецтва. Проте, скульптор залишився вірний староєгипетським традиціям і "сконструював" особу, а не виконав портрет з живої моделі, оскільки обидві половини обличчя практично симетричні, а зморшки на переніссі і навколо очей, що надають зображеному похмурий погляд і суворий вигляд, продумані систематично і передані досконало. 

## Ресурси Інтернету
- Вікісховище має мультимедійні дані за темою: Берлінська зелена голова
- Берлінська зелена голова на сайті Товариства сприяння Єгипетському музею і зібранню папірусів [Архівовано 11 травня 2015 у Wayback Machine.](нім.)
- Deutsche Digitale Bibliothek [Архівовано 27 жовтня 2016 у Wayback Machine.](нім.)